# Copa das Confederações da CAF de 2012
A Copa das Confederações da CAF de 2012 foi a 9ª edição desde que passou a se chamar Copa das Confederações. É o segundo principal torneio de clubes de futebol do continente africano.

## Fase Preliminar
As tabelas da Fase Preliminar, Primeira Fase e Segunda Fase foram anunciados em 9 de dezembro de 2011.
| Equipe 1                  | Total       | Equipe 2          | 1.º jogo | 2.º jogo |
| ------------------------- | ----------- | ----------------- | -------- | -------- |
| Dragons                   | 1–2         | Étoile Filante    | 1–0      | 1–1      |
| Nania                     | w/o1        | FC Séquence       | —        | —        |
| Union Douala              | 1–2         | FC Kallon         | 1–0      | 0–2      |
| Black Leopards            | 3–1         | Motor Action      | 1–1      | 2–0      |
| Red Arrows                | 0–1         | Royal Leopards    | 0–0      | 0–1      |
| AS Mangasport             | 0–5         | Saint-George SA   | 0–1      | 0–4      |
| Kiyovu Sports             | 2–3         | Simba             | 1–1      | 1–2      |
| Ferroviário de Maputo     | 4–0         | Gor Mahia         | 3–0      | 1–0      |
| Séwé Sports               | 0–1         | Unisport Bafang   | 0–1      | 0–0      |
| AC Léopard                | 4–2         | AS Tempête Mocaf  | 2–0      | 2–2      |
| LLB Académic              | 5–0         | Atlético Semu     | 3–0      | 2–0      |
| Renaissance FC            | 4–2         | Sahel SC          | 2–0      | 2–2      |
| ADR Desportivo de Mansabá | w/o2        | Invincible Eleven | —        | —        |
| GAMTEL                    | 1–1 (4–3 p) | Casa Sport        | 1–0      | 0–1      |
| Extension Gunners         | 2–3         | TANA              | 2–1      | 0–2      |
| Jamhuri                   | 1–7         | Hwange            | 0–3      | 1–4      |

Notas
- Nota 1: FC Séquence avançou para Primeira Fase após a desistência da equipe do Nania.
- Nota 2: Invincible Eleven avançou para Primeira Fase após a desistência da equipe do ADR Desportivo de Mansabá.

## Primeira Fase
| Equipe 1              | Total       | Equipe 2                   | 1.º jogo | 2.º jogo |
| --------------------- | ----------- | -------------------------- | -------- | -------- |
| Étoile Filante        | 2–4         | ASEC Mimosas               | 2–2      | 0–2      |
| FC Séquence           | 0–5         | CODM Meknès                | 0–2      | 0–3      |
| FC Kallon             | 0–2         | Warri Wolves               | 0–0      | 0–2      |
| Black Leopards        | 6–4         | Saint Eloi Lupopo          | 4–2      | 2–2      |
| Royal Leopards        | 3–2         | US Tshinkunku              | 1–1      | 2–1      |
| Saint-George SA       | 1–3         | Club Africain              | 1–1      | 0–2      |
| Simba                 | 3–3 (gf)    | ES Sétif                   | 2–0      | 1–3      |
| Ferroviário de Maputo | 0–3         | Al-Ahli Shendi             | 0–1      | 0–2      |
| Unisport Bafang       | 1–2         | Heartland                  | 0–0      | 1–2      |
| AC Léopard            | 3–2         | CS Sfaxien                 | 1–2      | 2–0      |
| LLB Académic          | 2–5         | ENPPI                      | 1–1      | 1–4      |
| Renaissance FC        | 4–5         | Cercle Olympique de Bamako | 3–2      | 1–3      |
| Invincible Eleven     | 1–6         | Wydad Casablanca           | 0–2      | 1–4      |
| GAMTEL                | 2–3         | AS Real Bamako             | 1–0      | 1–3      |
| TANA                  | 2–2 (5–6 p) | Inter Luanda               | 2–0      | 0–2      |
| Hwange                | 1–1 (gf)    | Amal Atbara                | 1–1      | 0–0      |

## Segunda Fase
| Equipe 1         | Total       | Equipe 2                   | 1.º jogo | 2.º jogo |
| ---------------- | ----------- | -------------------------- | -------- | -------- |
| ASEC Mimosas     | 1–1 (gf)    | CODM Meknès                | 1–1      | 0–0      |
| Warri Wolves     | 3–3 (gf)    | Black Leopards             | 3–1      | 0–2      |
| Royal Leopards   | 2–5         | Club Africain              | 0–1      | 2–4      |
| Simba            | 3–3 (8–9 p) | Al-Ahli Shendi             | 3–0      | 0–3      |
| Heartland        | 4–4 (gf)    | AC Léopard                 | 3–2      | 1–2      |
| ENPPI            | 3–4         | Cercle Olympique de Bamako | 3–1      | 0–3      |
| Wydad Casablanca | 3–1         | AS Real Bamako             | 3–0      | 0–1      |
| Inter Luanda     | 6–1         | Amal Atbara                | 4–1      | 2–0      |

## Play-off para Fase de Grupos
No Play-off para Fase de Grupos, os vencedores da Segunda Fase enfrentam os eliminados da Liga dos Campeões da CAF de 2012 - Fases de Qualificação#Segunda Fase. As equipes classificadas da Segunda Fase da Copa das Confederações da CAF realizam a segunda partida da eliminatória em casa.
O sorteio para o play-off e fase de grupos foi realizado em 15 de maio de 2012.
| Equipe 1       | Total       | Equipe 2                   | 1.º jogo | 2.º jogo |
| -------------- | ----------- | -------------------------- | -------- | -------- |
| Maghreb de Fès | 1–2         | AC Léopard                 | 1–0      | 0–2      |
| Al-Hilal       | 3–0         | Cercle Olympique de Bamako | 2–0      | 1–0      |
| AFAD Djékanou  | 0–1         | Wydad Casablanca           | 0–1      | 0–0      |
| Al-Merreikh    | 3–2         | Black Leopards             | 3–2      | 0–0      |
| Djoliba        | 2–2 (4–3 p) | Club Africain              | 2–0      | 0–2      |
| Dynamos        | 0–1         | Inter Luanda               | 0–0      | 0–1      |
| Stade Malien   | 4–1         | CODM Meknès                | 3–0      | 1–1      |
| Coton Sport    | 1–2         | Al-Ahli Shendi             | 1–0      | 0–2      |

## Fase de Grupos
As rodadas serão em 03-05 de agosto, 17-19 de agosto, 31 de agosto - 2 de setembro, 14-16 de setembro, 5-7 de outubro e 19-21 de outubro.

### Grupo A
| Equipe         | P  | J | V | E | D | GP | GC | SG |
| -------------- | -- | - | - | - | - | -- | -- | -- |
| Al-Merreikh    | 14 | 6 | 4 | 2 | 0 | 8  | 3  | +5 |
| Al-Hilal       | 11 | 6 | 3 | 2 | 1 | 11 | 6  | +5 |
| Inter Luanda   | 5  | 6 | 1 | 2 | 3 | 3  | 7  | –4 |
| Al-Ahli Shendi | 3  | 6 | 1 | 0 | 5 | 3  | 9  | –6 |

|                | AHL | HIL | MER | INT |
| -------------- | --- | --- | --- | --- |
| Al-Ahli Shendi | –   | 1–2 | 0–1 | 1–2 |
| Al-Hilal       | 2–0 | –   | 1–1 | 3–0 |
| Al-Merreikh    | 2–0 | 3–2 | –   | 1–0 |
| Inter Luanda   | 0–1 | 1–1 | 0–0 | –   |

### Grupo B
| Equipe           | P  | J | V | E | D | GP | GC | SG |
| ---------------- | -- | - | - | - | - | -- | -- | -- |
| Djoliba          | 13 | 6 | 4 | 1 | 0 | 9  | 7  | +2 |
| AC Léopard       | 9  | 6 | 2 | 3 | 1 | 8  | 6  | +2 |
| Wydad Casablanca | 6  | 6 | 1 | 3 | 2 | 10 | 10 | 0  |
| Stade Malien     | 3  | 6 | 0 | 2 | 3 | 6  | 10 | –4 |

|                  | LEO | DJO | SMA | WAC |
| ---------------- | --- | --- | --- | --- |
| AC Léopard       | –   | 3–0 | 1–0 | 1–1 |
| Djoliba          | 1–1 | –   | 2–1 | 2–1 |
| Stade Malien     | 1–1 | 0–2 | –   | 3–3 |
| Wydad Casablanca | 3–1 | 1–2 | 1–1 | –   |

## Semifinais
| Equipe 1   | Total       | Equipe 2    | 1.º jogo | 2.º jogo |
| ---------- | ----------- | ----------- | -------- | -------- |
| Al-Hilal   | 2–2 (6–7 p) | Djoliba     | 2–0      | 0–2      |
| AC Léopard | 2–1         | Al-Merreikh | 2–1      | 0–0      |

### Jogos de ida
| 2 de novembro | Al-Hilal                | 2 – 0     | Djoliba | Estádio de Hilal, Ondurmã |
| 20:00 UTC+3   | Sané 44' · El Tahir 48' | Relatório |         | Árbitro: EGY Ghead Grisha |

| 4 de novembro | AC Léopard             | 2 – 1     | Al-Merreikh | Stade Denis Sassou Nguesso, Dolisie |
| 15:30 UTC+1   | Gandzé 49' · Dramé 83' | Relatório | Osunwa 55'  | Árbitro: GAM Bakary Gassama         |

### Jogos de volta
| 10 de novembro | Al-Merreikh | 0 – 0     | AC Léopard | Estádio de Merreikh, Ondurmã |
| 19:00 UTC+3    |             | Relatório |            | Árbitro: ALG Mohamed Benouza |

| 11 de novembro | Djoliba                        | 2 – 0     | Al-Hilal | Stade Modibo Kéïta, Bamako |
| 15:30 UTC+0    | Traoré 53' (pen.) · Abouta 81' | Relatório |          | Árbitro: SEN Badara Diatta |

|  |       | Penalidades |
|  | 7 – 6 |             |

## Final
| Equipe 1 | Total | Equipe 2   | 1.º jogo | 2.º jogo |
| -------- | ----- | ---------- | -------- | -------- |
| Djoliba  | 3–4   | AC Léopard | 2–2      | 1–2      |

| 18 de novembro | Djoliba                            | 2 – 2     | AC Leópard                 | Stade Modibo Kéïta, Bamako  |
| 20:00 UTC+0    | Bagayogo 36' (pen) · Coulibaly 74' | Relatório | Kivouri 22' · Ngouelou 87' | Árbitro: RSA Daniel Bennett |

| 25 de novembro | AC Léopard                  | 2 – 1     | Djoliba       | Stade Denis Sassou Nguesso, Dolisie |
| 15:30 UTC+1    | Gandzé 24' · Bebey-Ndey 45' | Relatório | Coulibaly 34' | Árbitro: CMR Neant Alioum           |

## Premiação
| Copa das Confederações da CAF de 2012 |
| Congo                                 |
| ------------------------------------- |
| AC Léopard Campeão (1° título)        |